# ۲۳ عقاب
۲۳ عقاب یک ستاره است که در صورت فلکی عقاب قرار دارد.